# La Gloria Cubana
La Gloria Cubana è una marca di sigari cubani.

## Storia
Fondata nel 1885 dalla società Cabañas& y Castro, nel 1905 venne acquisita da Josè Fernandez Rocha, il fondatore anche della marca Bolivar; nel 1954 passò anch'essa, unitamente a Bolivar, sotto la proprietà di Partagàs, fino appunto alla rivoluzione cubana ed alla conseguente nazionalizzazione di tutte le imprese cubane.
Oggi infatti La Gloria Cubana è di proprietà di Habanos, la società al 51% del Governo cubano ed al 49% della multinazionale del tabacco franco-spagnola Altadis, e presenta un vitolario molto caratteristico e particolare, in cui spiccano solo moduli con diametro molto sottile e discretamente lunghi (in assoluta controtendenza con la moda del momento, che vede prevalere tra gli appassionati sigari di grosso calibro, talvolta anche abbastanza corti). Questa assoluta particolarità della marca (un po' come avviene per la sorella Cuaba specializzata invece in sigari perfectos) non permette alla stessa di raggiungere grosse vendite, ma le assicura un discreto numero di appassionati ed una più che discreta costanza qualitativa.

## Prodotti
Elenco delle vitole dei sigari La Gloria Cubana; in Italia purtroppo l'importatore ha eliminato la marca.
- Medaille d'Or n.1 (vitola Delicados extra - Lunghezza 185mm, Cepo 36);
- Medaille d'Or n.2 (vitola Lonsdale - Lunghezza 170mm, Cepo 43);
- Medaille d'Or n.3 (vitola Panetelas Largas - Lunghezza 175mm, Cepo 28);
- Medaille d'Or n.4 (vitola Palmitas - Lunghezza 152mm, Cepo 32);
- TAINOS (vitola Julieta N.2 - Lunghezza 178mm, Cepo 47);